# Božidar Markićević
Božidar Markićević (* 2. Oktober 1983 in Požega) ist ein serbischer Handballspieler, der aktuell beim Handball-Bundesligisten Frisch Auf Göppingen unter Vertrag steht.
Markićević wurde Anfang 2012 von Frisch Auf Göppingen als Ersatz für Michael Haaß, der sich bei der Handball-Europameisterschaft 2012 im letzten Spiel kurz vor Ende das Sprunggelenk brach, verpflichtet. Markićević kam vom spanischen Klub Club Balonmano Antequera und erhielt in Göppingen einen Vertrag bis Saisonende 2011/12. Mit Göppingen gewann er 2012 den EHF-Pokal.